# Tilapia fusiforme
Tilapia fusiforme é uma espécie de peixe da família Cichlidae. A espécie foi proposta em 1996 como Tilapia sp. nov. "little black", sendo descrita formalmente apenas em 2010.
É endémica de Camarões, onde pode ser encontrada apenas no lago Ejagham.